# Chersodromia nubifera
Chersodromia nubifera är en tvåvingeart som först beskrevs av Daniel William Coquillett 1899.  Chersodromia nubifera ingår i släktet Chersodromia och familjen puckeldansflugor. Inga underarter finns listade i Catalogue of Life.